# Alberto Undiano Mallenco

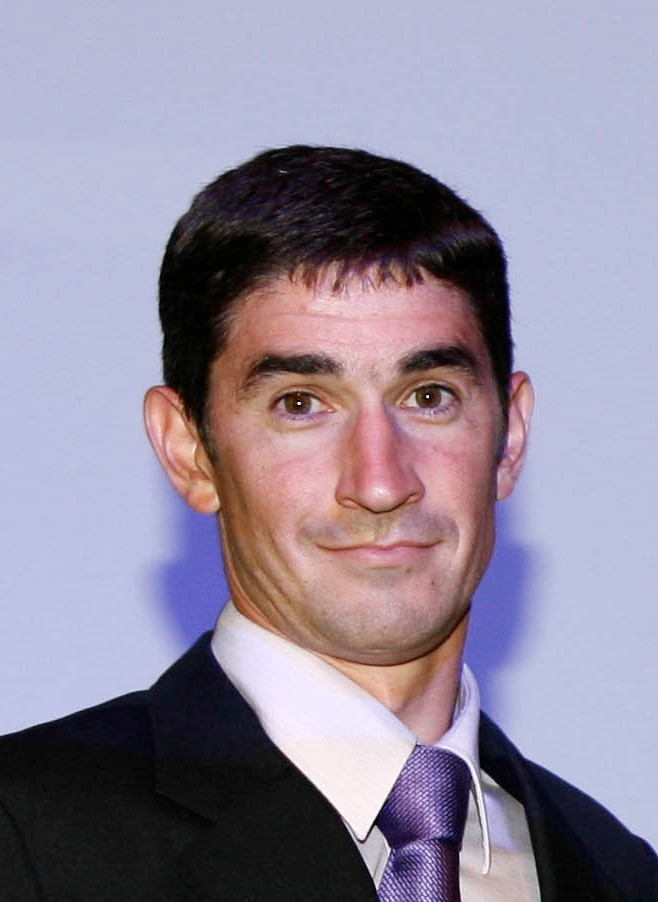
Alberto Undiano Mallenco (2009)

Alberto Undiano Mallenco (* 8. Oktober 1973 in Ansoáin/Pamplona) ist ein ehemaliger spanischer Fußballschiedsrichter, der unter anderem bei der Fußball-Weltmeisterschaft 2010 als Schiedsrichter tätig war. Hauptberuflich ist er als Soziologe tätig.

## Werdegang
Er leitete insgesamt 112 internationale Spiele im Herrenbereich, sprach dabei 22 Elfmeter aus und verhängte 13 Feldverweise sowie 379 gelbe Karten. Neben Spanisch spricht Mallenco noch Englisch. Außerdem leitete er zwei Qualifikationsspiele zur Fußball-Weltmeisterschaft 2006, drei Qualifikationsspiele zur Fußball-Weltmeisterschaft 2010 und das Playoff-Spiel zwischen Costa Rica und Uruguay, welches Uruguay gewann und sich so für die Weltmeisterschaft qualifizierte. Auch leitete der Spanier mehrere Partien in der UEFA Champions League. Höhepunkt waren dabei unter anderem Spiele von FC Chelsea, Manchester United, Juventus Turin, Girondins Bordeaux oder Olympique Lyon.
Außerdem war er auch bei diversen Begegnungen zwischen U-19-, U-20- und U-21-Nationalmannschaften im Einsatz. Bei den Qualifikationsspielen zur Fußball-Europameisterschaft 2008 leitete er die Spiele Rumänien gegen Belarus und Polen gegen Armenien. Auch bei der Klubweltmeisterschaft 2008 war er im Einsatz und leitete das Halbfinale CF Pachuca gegen LDU Quito.
Bei der U-21-Europameisterschaft 2006 in Portugal leitete er drei Spiele, unter anderem auch das Halbfinale zwischen Frankreich und den Niederlanden, das die Oranje mit 3:2 nach Verlängerung gewannen. In diesen drei Spielen verteilte er 15 gelbe und eine gelb-rote Karte.
Bei der Junioren-Fußballweltmeisterschaft 2007 in Kanada leitete er fünf Spiele, unter anderem auch das Finale Tschechien gegen Argentinien, das die Südamerikaner mit 2:1 gewannen. In diesem Spiel verteilte er zehn gelbe Karten. Auch bei den U-20-Junioren-Fußballweltmeisterschaften 2009 und 2013 kam er zu Einsätzen.
Seit der Saison 2000/01 pfiff er regelmäßig Spiele der spanischen Primera División. In seiner Premierensaison war er in 16 Spielen im Einsatz und verteilte 80 gelbe Karten, drei Mal Gelb-Rot und ein Mal die rote Karte. Insgesamt leitete er 346 Spiele in der Primera División und sprach 1726 gelbe Karten, 52 gelb-rote und 27 rote Karten aus.
2005 leitete er das Rückspiel um den spanischen Supercup zwischen dem FC Barcelona und Betis Sevilla. Auch 2009 und 2013 amtierte er bei Finalspielen dieses Wettbewerbs. Im Jahr 2008 wurde er erstmals für das spanische Pokalfinale angesetzt, im Estadio Mestalla gewann der FC Valencia gegen den FC Getafe mit 3:1.
Bei der Fußball-Weltmeisterschaft 2010 leitete er am 18. Juni das Gruppenspiel Deutschland gegen Serbien, in dem er acht gelbe Karten und eine gelb-rote Karte gab. Für sein Verhalten bei diesem Spiel erhielt er viel Kritik von Spielern und Sportfunktionären. Die Online-Ausgabe des Magazins Der Spiegel schrieb: „In der spanischen Primera División verteilte er durchschnittlich 4,7 Gelbe Karten pro Spiel. Und eine Durchsicht der internationalen Partien des Spaniers ergibt das Bild eines Schiedsrichters, dessen Kartenverbrauch mit der Bedeutung des Ereignisses ansteigt.“ Dennoch kam Undiano im weiteren Turnierverlauf zu zwei weiteren Einsätzen, darunter ein Achtelfinale.
Mallenco leitete am 20. April 2011 erneut das Finale der Copa del Rey zwischen dem FC Barcelona und Real Madrid. Im Mestalla-Stadion in Valencia setzte sich Real Madrid mit 1:0 nach Verlängerung durch.
Im Jahr 2019 beendete er seine Karriere als aktiver Schiedsrichter. Zum Abschluss seiner nationalen Laufbahn leitete er zum dritten Mal das Endspiel um die Copa del Rey. Wie bereits bei seinem ersten Finale in diesem Wettbewerb, war der FC Valencia beteiligt, die sich erneut den Titel sichern konnten, diesmal durch ein 2:1 gegen den FC Barcelona. Sein letztes Spiel als aktiver Schiedsrichter war das Finale um die erstmalige Austragung der UEFA Nations League 2018/19 am 9. Juni 2019 in Porto, welches Portugal gegen die Niederlande mit 1:0 für sich entscheiden konnte.

## Einsätze bei der Fußballweltmeisterschaft 2010 in Südafrika
- Gruppe D – 18. Juni 2010, 13:30 Uhr:  Deutschland –  Serbien 0:1 (0:1)
- Gruppe G – 25. Juni 2010, 16:00 Uhr:  Nordkorea –  Elfenbeinküste 0:3 (0:2)
- Achtelfinale – 28. Juni 2010, 16:00 Uhr:  Niederlande –  Slowakei 2:1 (1:0)